# Cedar Hill (Carolina del Norte)
Cedar Hill es una pequeña  área no incorporada ubicada del condado de Surry en el estado estadounidense de Carolina del Norte, cerca de la ciudad de Pilot Mountain.